# Gwen Wakeling
Gwen Wakeling (Detroit, 3 de março de 1901 - Los Angeles, 16 de junho de 1982) foi uma figurinista estadunidense premiada com o Oscar.

## Biografia
Gwen Wakeling nasceu em Detroit. O trabalho de seu pai como engenheiro de mineração fez com que a sua família se mudasse com frequência durante anos. Wakeling frequentou escolas primárias e secundárias em Seattle; São Francisco; Prescott, Arizona; Los Angeles; Berkeley; e Oakland. Depois de se formar no ensino médio, seu primeiro emprego foi como estilista para uma loja de departamentos. Ela passou a trabalhar para Cecil B. DeMille nos estúdios Pathé e Paramount, e foi a principal figurinista da 20th Century Fox de 1933 a 1942.
Após deixar a Fox, ela tornou-se freelance e se casou com o escritor-diretor Henry J. Staudigl em Arlington, Virgínia. Wakeling foi um membro-fundador do Costume Designers Guild. Na década de 1960, ela trabalhou em numerosas produções da Ópera Cívica de Los Angeles, e recebeu um Oscar de melhor figurino pelo filme Sansão e Dalila (1949).

## Filmografia

### Cinema

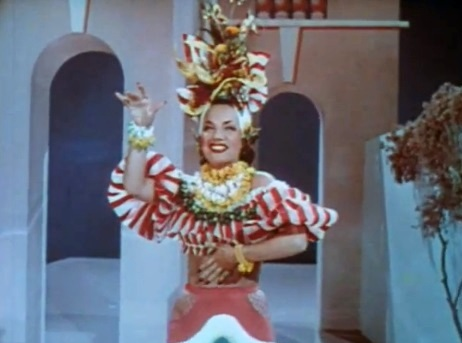
Carmen Miranda em Aconteceu em Havana com figurino desenhado por Wakeling.

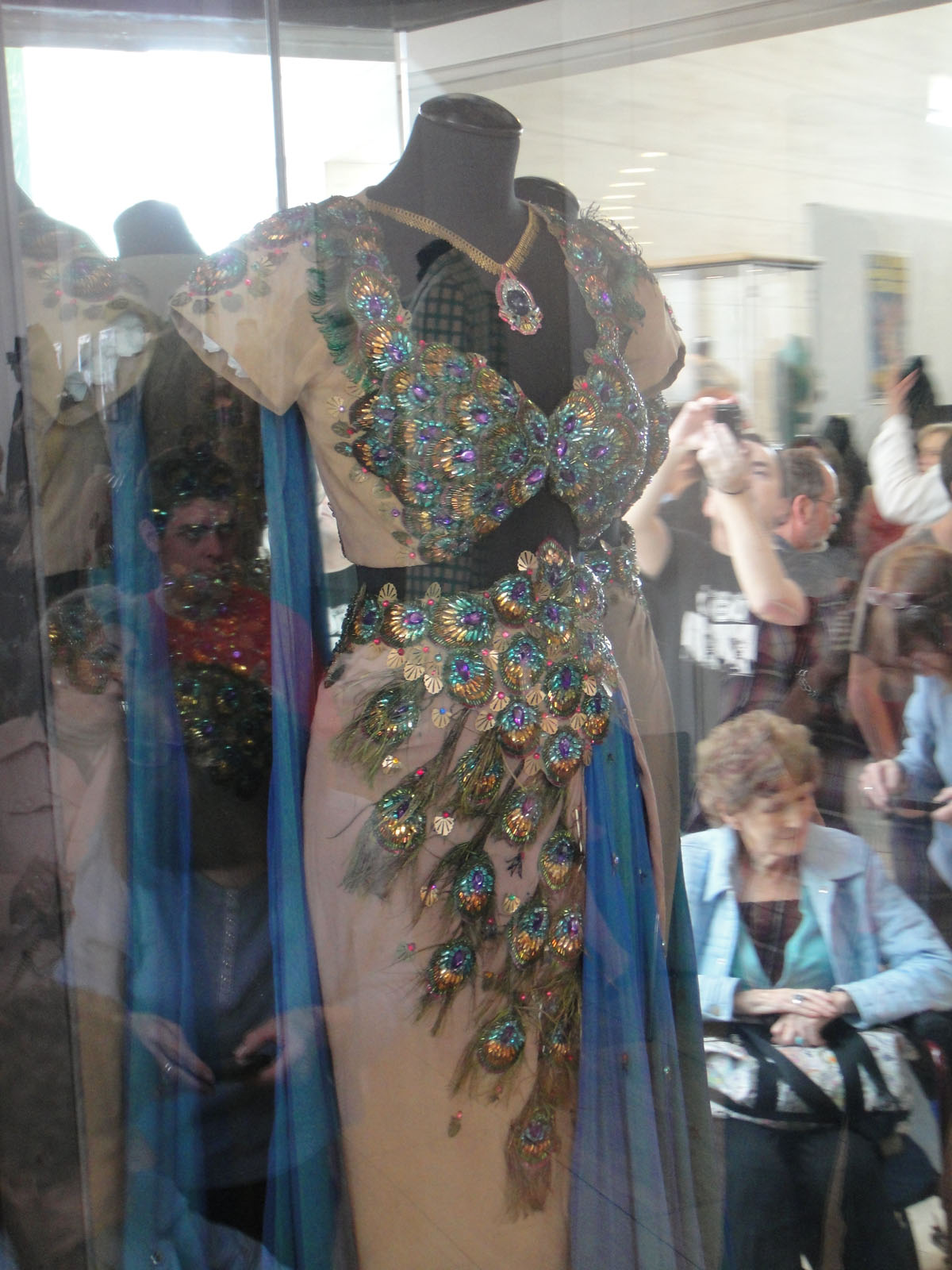
Vestido de pavão do filme Sansão e Dalila.

Figurinista:
- Um Fio de Esperança (1954)
- Sansão e Dalila (1949)
- Os Inconquistáveis (1947)
- Modelos (1944)
- Brumas (1942)
- Defensores da Bandeira (1942)
- Isto, Acima de Tudo (1942)
- Minha Namorada Favorita (1942)
- Aconteceu em Havana (1941)
- Como era Verde o Meu Vale (1941)
- As Vinhas da Ira (1940)
- O Pássaro Azul (1940)
- A Pequena Princesa (1939)
- Ao Rufar dos Tambores (1939)
- E As Chuvas Chegaram (1939)
- Epopéia do Jazz (1938)
- Miss Broadway (1938)
- Romance do Sul (1938)
- A Queridinha do Vovô (1937)
- Ali Babá É Boa Bola (1937)
- Avenida dos Milhões (1937)
- Heidi (1937)
- A Pobre Menina Rica (1936)
- Loucuras de Estudantes (1936)
- O Anjo do Farol (1936)
- O Rei dos Empresários (1936)
- Princesinha das ruas (1936)
- Um Romance no Mississipi (1936)
- A Casa dos Rothschild (1934)
- As Aventuras de Cellini (1934)
- Holiday (1930)

## Prêmios
1951: Oscar
- Melhor figurino colorido (Sansão e Dalila) (venceu)